# 運動攀登

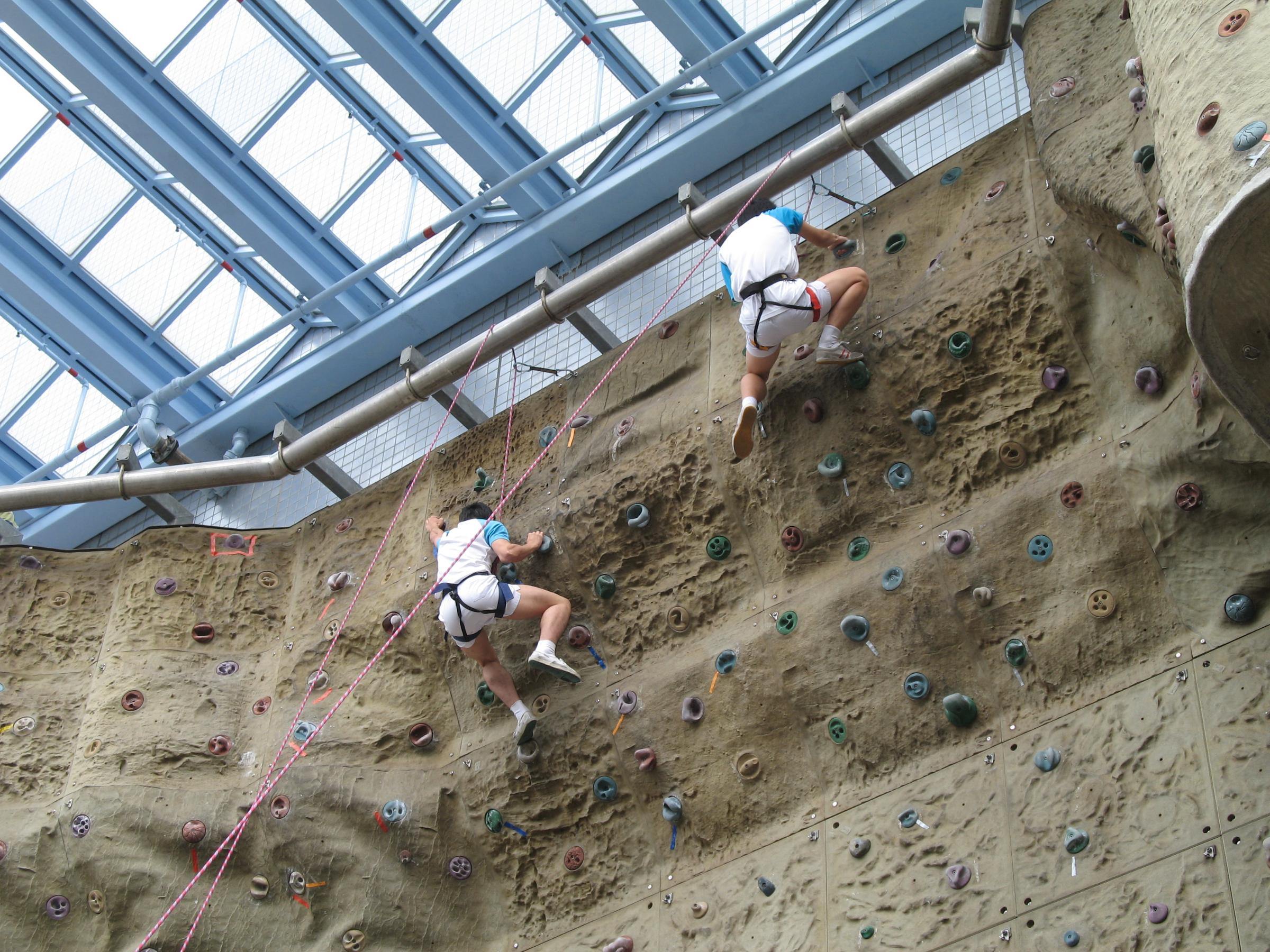
室內攀登

運動攀登（英語：Sport climbing）是類別中自由攀登的一種型態，是指先鋒攀登事先已經安裝好永久式保護點（又稱固定點、支點，如螺栓耳片）的攀登壁（人工岩場或天然岩壁）。在安裝好保護點的人工或天然岩壁上進行運動攀登時不需要放置保護點，只需要扣上快扣（quickdraw）繩索保護。在攀登型態與運動攀登相對的是傳統攀登（國際山岳聯盟又稱傳統攀登為冒險攀登、最少衝擊攀登、天然攀登、無耳片攀登、或者就直接是攀登，相對於運動攀登），攀登壁上並沒有事先安裝保護點，而是由先攀者在攀登的過程中自行安裝，通常是於天然裂隙中自行放置臨時保護點進行攀岩時的保護，活動後予以清除。運動攀登使用較為安全的永久式固定點，使得攀登競賽快速成長，運動攀登項目在2020東京奧運首次進入奧運舉行，包括三項綜合攀岩賽事：先鋒賽（又稱難度賽，有安裝耳片的運動攀登）、抱石賽（沒有耳片）、速度賽（不用耳片的頂繩攀登），三個項目中只有先鋒賽是採用運動攀登的形式進行，所以稱攀登競賽為運動攀登有時會造成混淆。
運動攀登的安全設施有安全吊帶、攀登繩、確保器及快扣等。
由於文化差異及專業知識的深淺，外界也可能會把行山、上山、登高、攀山、運動攀登或傳統攀岩等，合併稱為登山運動。然後各者有難度級別之分，也有活動場地、目的、便用器械的不同，因此另有定名。

## 相關
- 攀石牆
- 登山运动
- 繩結